# 阿曼多·格布扎
阿曼多·埃米利奥·格布扎（葡萄牙語：Armando Emílio Guebuza，1943年1月20日—），莫桑比克政治家，隸屬莫桑比克解放陣線，2005年至2015年擔任莫桑比克总统。
| 前任： 若阿金·希萨诺 | 莫桑比克总统 2005年至2015年 | 繼任： 菲利佩·紐西 |